# Piano de juguete

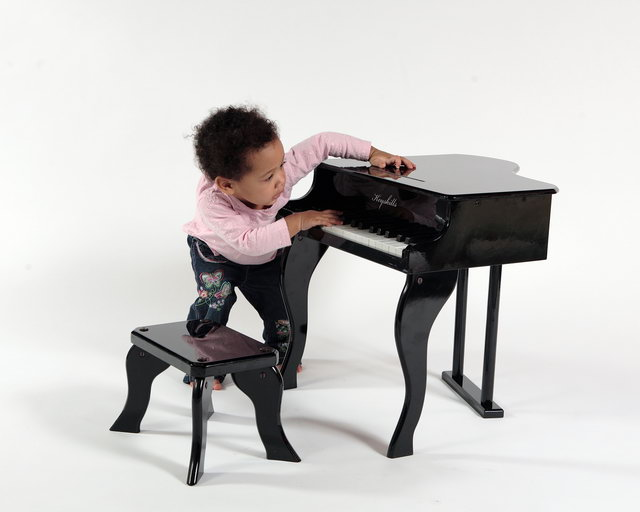
Piano de juguete Keyskills de cola con 30 teclas.

El piano de juguete es un instrumento musical de cuerda percutida, fabricado como un juguete para niños, pero que es usado en contextos musicales más profesionales. Fue inventado por Albert Schoenhut (Schoenhut), un inmigrante alemán asentado en Filadelfia (Estados Unidos), en 1872.
A menudo tiene la misma forma de un piano normal pero de más reducido. Por lo general, no suelen tener más de 50 centímetros de ancho y están fabricados en madera o plástico. Los primeros pianos de juguete se fabricaron a mediados del siglo XIX y solían ser pianos verticales, aunque muchos pianos de juguete modernos son modelos de pianos de cola. Su precio es variante y puede ir desde unos pocos dólares a unos cientos.
En lugar de tener macillos para percutir las cuerdas como ocurre en un piano normal, el sonido del piano de juguete es producido por medio de macillos golpeando barras de metal o varillas fijadas por uno de sus extremos. Los macillos están conectados a las teclas por un mecanismo similar al que impulsa el teclado de un glockenspiel. Esto hace que el sonido sea más reducido. Algunos de los pianos de juguete modernos son electrónicos.
Los pianos de juguete utilizan aparentemente la misma escala musical que un piano de tamaño normal, aunque varía su afinación, pero en los modelos más caros suele ser muy aproximada. Del mismo modo, el tono en el que están afinados rara vez se ajustan a la norma de 440 Hz para el la3, por encima del do central.
Un piano de juguete estándar tiene un registro de uno a tres octavas. Los modelos más baratos pueden no tener las teclas negras o el negro puede estar pintado en las teclas. Esto significa que pueden interpretar la escala diatónica (o una versión afinada aproximadamente de la misma forma), pero no la escala cromática. Normalmente, los pianos de juguete diatónicos tienen sólo ocho teclas y su registro es de una octava.
Por los años 50, el mercado del piano de juguete fue dominado por dos fabricantes principales: Jaymar y Schoenhut - contrapartes al Steinway y Baldwin para los pianos adultos. Las llaves de madera y los martillos fueron substituidos por el plástico moldeado. A finales de los años 70, Schoenhut fue adquirido por Jaymar, aunque los dos conservaran su identidad distinta. Jaymar/Schoenhut experimentó dificultad durante la recesión de los años 80, del plegamiento reaparecen como Schoenhut Piano Company en 1997.

## Uso en interpretaciones musicales

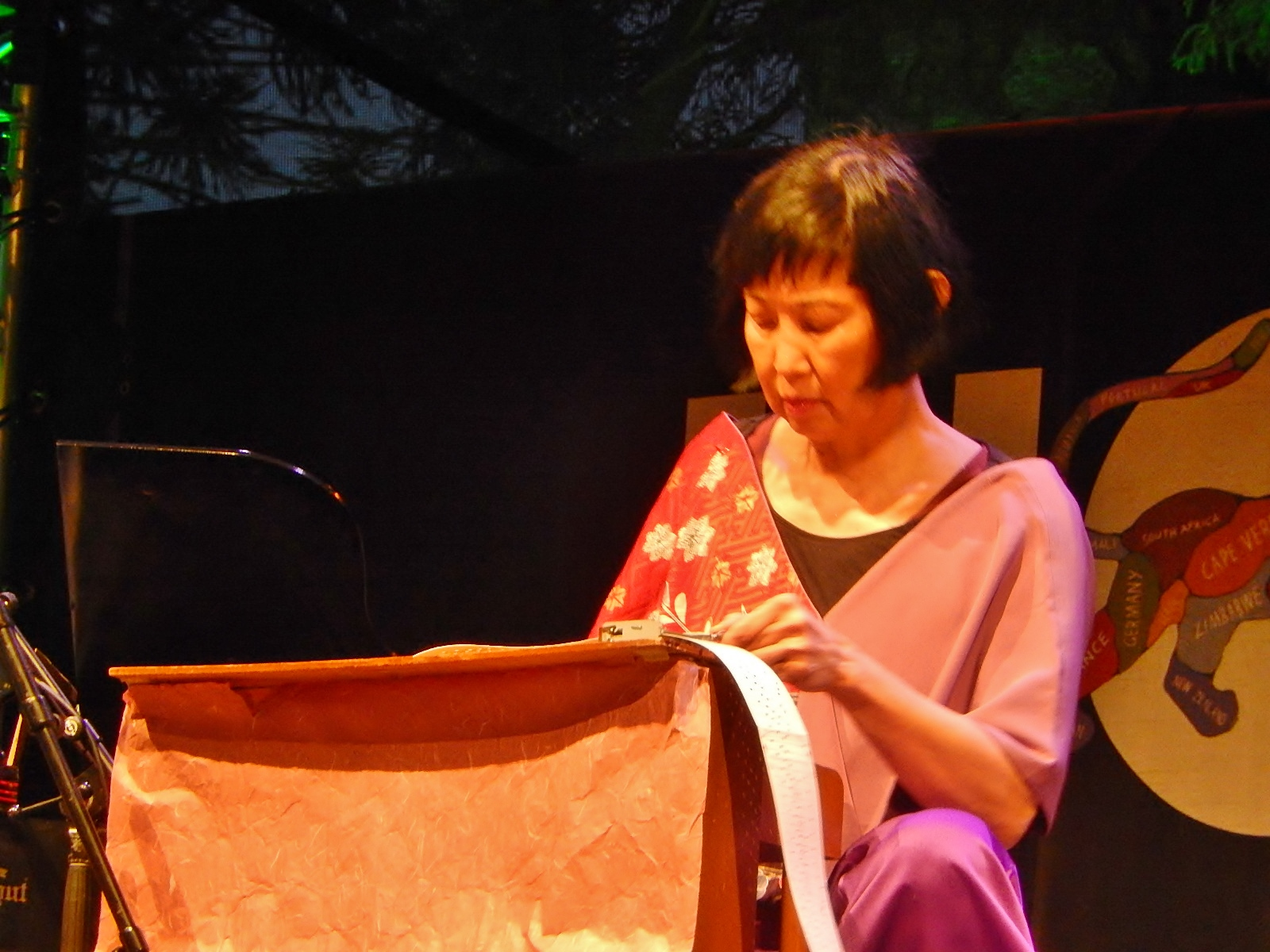
Persona ocupada

Aunque este tipo de piano está ideado principalmente como un juguete, ha sido utilizado en ocasiones en interpretaciones musicales más serias. El más famoso ejemplo es la "Suite para piano de juguete" de John Cage considerado el mayor toy pianista, compuesta en 1948. Otras obras de música clásica en las que se emplea dicho instrumento es "Ancient Voices of Children" de George Crumb y una serie de obras de Mauricio Kagel. Steve Beresford ha utilizado pianos de juguete (junto con muchos otros instrumentos de juguete), en su música improvisada. El compositor Matthew McConnell escribió su "Concierto para piano de juguete y orquesta" en 2004. La obra fue estrenada ese mismo año, con Keith Kirchoff como solista de piano de juguete.
Varios compositores británicos experimentales han utilizado el piano de juguete con frecuencia, especialmente Promenade Theatre Orchestra, un cuarteto de compositores e intérpretes formado por John White, Alec Hill, Hugh Shrapnel y Christopher Hobbs, cuya instrumentación central constaba de cuatro pianos de juguete French Michelsonne y tubos de órgano Hohner. Su música fue, en líneas generales, el minimalismo repetitivo, a menudo de gran dificultad técnica, gran poder dinámico, en las que utilizaron diversas combinaciones con los tubos de órgano y emplearon técnicas de composición más específicas del experimentalismo británico (tales como los sistemas de música, inventados por John White), o tomados prestados de otras disciplinas (como el uso de los sistemas de cambio del timbre de Alec Hill).
El compositor y pianista alemán Bernd Wiesemann fue un pionero del piano de juguete. Realizó muchos conciertos con el piano de juguete en Alemania en la década de los 70 y 80. En 1993 publicó el álbum "Neue Musik für Kinderklavier" ("Nueva Música para piano de juguete"), que incluía composiciones de John Cage, Karlheinz Stockhausen, Ratko Delorko, Andreas Kunstein, Frank Scholzen, Joachim Herbold, Carlos Cruz de Castro, Francisco Estévez y suyas. En 2004 publicó el SACD "Das untemperierte Klavier" ("El piano no tan bien temperado", un juego de palabras con la composición de Johann Sebastian Bach "El clave bien temperado"), que contenía nuevas obras contemporáneas.
En 1997, la pianista Margaret Leng Tan publicó el álbum "The Art of the Toy Piano". En él, desempeña una serie de piezas escritas especialmente para el piano de juguete, así como otras piezas, incluyendo "Claro de Luna" de Ludwig van Beethoven y "Eleanor Rigby" de The Beatles. El documental "Sorceress of the New Piano", dirigido por Evans Chan, exploró la música de Tan y fue estrenado en Estados Unidos en el San Francisco International Asian American Film Festival en 2005.
Ben Lee utilizó un piano de juguete en la canción "Catch My Disease" que se hizo popular en 2005 y ganó varios premios. Otro artista famoso que usa el piano de juguete es el músico y compositor francés Yann Tiersen, que tocaba el instrumento ya en su primer álbum "La Valse des Monstres". También utiliza el piano de juguete para recrear musicalmente la infancia del personaje principal en la película francesa Amélie, que cuenta con una banda sonora compuesta principalmente por él.
El piano de juguete también ha sido utilizado en otros géneros musicales. En el jazz músicos como John Medeski y Larry Golding, entre otros, han realizado interpretaciones con este instrumento. Grupos de rock alternativo y post-rock como Agitpop, Red Hot Chili Peppers, Evanescence, Radiohead, Warren Zevon, Tori Amos, Sigur Rós y The Dresden Dolls también lo han utilizado en sus canciones. La banda de punk rock Matty Pop Chart tiene una canción en su álbum Good Old Water compuesta completamente para piano de juguete, la banda de pop experimental Br'er lo han usado en sus grabaciones y The Cure lo usó durante su MTV Unplugged Set. Fred Schneider, del grupo The B-52's, interpreta la canción "Dance This Mess Around" con un piano de juguete como instrumento esencial.